# مادران مخالف دکپنتاپلجیک

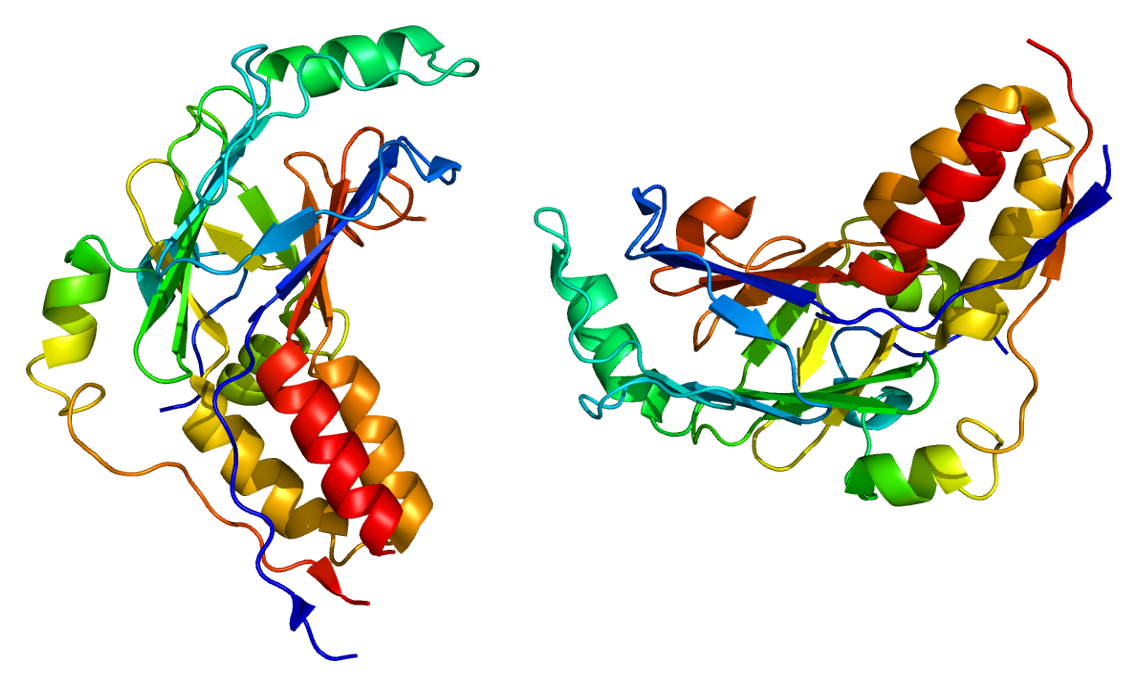
هم‌ساخت ۲ مادران مخالف دکپنتاپلجیک، یکی از ۹ هم‌ساخت مادران مخالف دکپنتاپلجیک.

مادران مخالف دکپنتاپلجیک (انگلیسی: Mothers against decapentaplegic) پروتئینی از خانوادهٔ بزرگ SMAD است که نخستین بار در مگس سرکه کشف شد. مطالعات نشان داد که جهش در ژن تولیدکنندهٔ این پروتئین در مگسِ مادر، سبب سرکوب ژن دکپنتاپلجیک در رویان می‌شود.
عبارتِ «مادرانِ مخالف» اقتباسی طنزآمیز از سازمان‌هایی با نام مشابه است که مخالف مسائل گوناگون هستند، مثل مادران مخالف رانندگی در حالت مستی. این‌گونه نام‌گذاری، نوعی سنت رایج برای نام‌گذاری‌های عجیب و غریب در جامعهٔ پژوهشی ژن‌هاست.
برخی از هم‌ساخت‌های این پروتئین در انسان عبارتند از:
- هم‌ساخت ۱ مادران مخالف دکپنتاپلجیک
- هم‌ساخت ۲ مادران مخالف دکپنتاپلجیک
- هم‌ساخت ۳ مادران مخالف دکپنتاپلجیک
- هم‌ساخت ۴ مادران مخالف دکپنتاپلجیک
- هم‌ساخت ۵ مادران مخالف دکپنتاپلجیک
- هم‌ساخت ۶ مادران مخالف دکپنتاپلجیک
- هم‌ساخت ۷ مادران مخالف دکپنتاپلجیک
- هم‌ساخت ۹ مادران مخالف دکپنتاپلجیک